# To Kill You with a Kiss
To Kill You with a Kiss è un singolo della cantautrice britannica Katie Melua pubblicato il 26 novembre 2010, terzo estratto dall'album The House.

## Il disco
Il brano presente nell'album riporta il diverso titolo I'd Love To Kill You ed è leggermente differente dalla versione pubblicata in singolo.

## Tracce
Digital download
1. To Kill You with a Kiss (Single Mix) - 2:59
2. Twisted (Michael Brauer Mix) - 3:46